# Состамак (остановочный пункт)
Состама́к — железнодорожный остановочный пункт Казанского отделения Горьковской железной дороги — филиала ОАО "РЖД" . Расположен в деревне Саз-Тамак Байлянгарского сельского поселения Кукморского района Татарстана.
Севернее станции проходит улица Вокзальная.